# Lèmur forcat de la Montagne d'Ambre
El lèmur forcat de la Montagne d'Ambre (Phaner electromontis) és un petit primat. Com tots els altres lèmurs, només viu a l'illa de Madagascar. El nom de l'espècie fa referència al Parc Nacional de la Montagne d'Ambre, on viu.